# Liste des évêques et archevêques de Gênes
Pour un article plus général, voir Archidiocèse de Gênes.
La liste des évêques et archevêques de Gênes recense les noms des évêques et des archevêques qui se sont succédé sur le siège épiscopal italien de Gênes en Ligurie, depuis la création du diocèse de Gênes au IVe siècle, puis son élévation en archidiocèse de Gênes au XIIe siècle.   L'archevêque actuel est Mgr Marco Tasca. Plusieurs évêques et cardinaux célèbres ont siégé à Gênes, dont spécialement Giuseppe Siri et Luigi Lambruschini. Gênes a aussi été l'évêché de Jacques de Voragine, célèbres pour ses hagiographies médiévales.

## Liste des évêques et archevêques deGênes

### Sont d'abord évêques
- 312-325 : Saint Valentino
- 325-345 : Saint Felice
- 345-375 ou 380 : Saint Syr Ier
- 381-400?: Saint Diogène
- début du Ve siècle : Saint Romolo
- 451 : Pascasio
- 465 : Eusebio
- 465-568 : siège vacant
- 568-571 : Saint Onorato
- 571-573 : Frontone
- 573-593 : Saint Lorenzo Ier
- 593-600 : Costanzo
- 600-628 : Deodato ou Deusdedit
- 629-639 : Asterio
- 639-641 : Forte
- 641-669 : Giovanni Ier Bono
- 669-680 : Giovanni II
- 680-732 : siège vacant
- 732-787 : Viatore
- 788 : Dionisio
- première moitié du IXe siècle : Sigisberto
- début de 845 : Nazario
- 845-860 : Massito ou Mansueto
- 863-876 : Pietro Ier
- 887-915 : Sabbatino
- 916-944 : Ramperto
- 945-981 : Teodolfo
- 981-984 : siège vacant
- 984-1019 : Giovanni III
- 1019-1034 : Landolfo
- 1036-1051 : Corrado Ier
- 1052-1078 : Oberto Pevere
- 1080-1087 : Corrado II Manganello
- 1090-1095 : Ciriaco
- 1096-1097 : Ogerio
- 1097-1117 : Airaldo Guaracco
- 1117-1120 : Ottone Ier
- 1120-1123 : siège vacant
- 1123-1129 : Sigifredo
- 1130-1133 : Siro II

### Puis sont archevêques
- 1133-1163 : Siro III de' Porcello
- 1163-1188 : Ugone Della Volta
- 1188-1203 : Bonifacio
- 1203-1239 : Ottone II Ghiglini
- 1239-1252 : Giovanni IV de' Rossi
- 1253-1274 : Gualtiero da Vezzano
- 1276-1287 : Bernardo de' Arimondi
- 1288-1292 : Opizzino Fieschi
- 1292-1298 : Giacomo Ier da Varazze (Jacopo da Varagine, Jacobus da Varagine, Jacques de Voragine)
- 1299-1321 : Porchetto Spínola
- 1321-1335 : Bartolomeo de' Maroni
- 1336-1342 : Dino de' Tusci
- 1342-1349 : Giacomo II Peloso da Santa Vittoria
- 1349-1358 : Bertrando Bessaduri
- 1358-1368 : Guido Scetten
- 1368-1377 : Andrea Ier della Torre
- 1377-1382 : Lanfranco Sacco
- 1382 : Bartolomeo de Coturno
- 1383-1400 : Giacomo III Fieschi
- 1400-1433 : Pileo de' Marini
- 1433-1436 : Pietro II (ou Pietronzino) de' Giorgi
- 1436-1439 : cardinal Giorgio Ier Fieschi
- 1439-1452 : Giacomo IV Imperiale
- 1453-1495 : cardinal Paolo Campofregoso
- 1495-1496 : cardinal  Giorgio II Costa
- 1496-1498 : cardinal Paolo Campofregoso, pour la deuxième fois.
- 1498-1520 : Giovanni-Maria Sforza
- 1520-1550 : cardinal Innocenzo Cybo
- 1550-1559 : Gerolamo Sauli
- 1559-1567 : Agostino-Maria Salvago
- 1567-1586 : Cipriano Pallavicino
- 1586-1591 : cardinal Antonio Sauli
- 1591-1596 : Alessandro Centurione
- 1596-1600 : Matteo Rivarola
- 20 décembre 1600-24 juin 1616 : cardinal Orazio Spínola
- 1616-1635 : Domenico de' Marini
- 1635-1664 : Stefano Durazzo
- 1664-1681 : Giovanni-Battista Ier Spínola
- 1681-1694 : Giulio-Vincenzo Gentile
- 1694-1705 : Giovanni-Battista II Spínola
- 1705-1726 : cardinal Lorenzo II Fieschi
- 1726-1746 : Niccolò-Maria de' Franchi
- 1746-1767 : Giuseppe-Maria Saporiti
- 1767-1802 : Giovanni IV Lercari
- 24 mai 1802-13 décembre 1816 : cardinal Giuseppe Ier Spina
- 1816-1819 : siège vacant
- 1819-26 juin 1830 : Luigi-Emmanuele-Niccolò Lambruschini
- 1830-1831 : Giuseppe-Vincenzo Airenti
- 28 octobre 1831-22 novembre 1847 : cardinal Placido Maria Tadini, auparavant administrateur apostolique du diocèse (depuis le 28 octobre 1831).
- 1847-1853 : siège vacant
- 1853-1869 : Andrea II Charvaz
- 10 août 1869-27 octobre 1871 : siège vacant
- 1871-1892 : Salvatore Magnasco
- 1892-1901 : Tommaso Reggio
- 16 novembre 1901-25 décembre 1911 : Edoardo Pulciano
- 29 avril 1912-22 janvier 1915 : Andrea III Caron
- 1915-1918 : Lodovico Gavotti
- 10 mars 1919-1921 : cardinal Tommaso Pio Boggiani
- 1921-1923 : Giosuè Signori
- 1924 : Francesco Sidoli
- 16 janvier 1925-13 mars 1938 : cardinal Carlo Dalmazio Minoretti
- 17 mars 1938-31 janvier 1946 : cardinal Pietro III Boetto
- 14 mai 1946-6 juillet 1987 : cardinal Giuseppe II Siri
- 6 juillet 1987-20 avril 1995 : cardinal Giovanni V Canestri
- 20 avril 1995-11 juillet 2002 : cardinal Dionigi Tettamanzi
- 10 décembre 2002-15 septembre 2006 : cardinal Tarcisio Bertone
- 29 août 2006-8 mai 2020 cardinal Angelo Bagnasco
- depuis le 8 mai 2020 : Marco Tasca OFM Conv

## Source partielle
- (en) Fiche de l'archidiocèse suur le site catholic-hierarchy.org